# Temporada 1946-47 de la BAA
La temporada 1946-47 de la BAA fue la primera en la historia de la BAA, que más tarde se convertiría en la actual NBA. Philadelphia Warriors fue el primer campeón tras ganar a Chicago Stags por 4–1.

## Aspectos destacados
- El 1 de noviembre de 1946, en el partido inaugural de la nueva liga, New York Knicks venció a Toronto Huskies por 68–66 delante de 7.090 espectadores en el Maple Leaf Gardens. Ossie Schectman anotó la primera canasta de la competición. Schectman y sus compañeros Sonny Hertzberg, Stan Stutz, Hank Rosenstein, Ralph Kaplowitz, Jake Weber y Leo "Ace" Gottlieb fueron los primeros jugadores en ganar un partido y finalizaron la temporada con un balance de 33 victorias y 27 derrotas. En 1949, la BAA se convirtió en la National Basketball Association (NBA), y la canasta de Schectman está considerada la primera en la historia de la NBA.[1]

## Clasificaciones
| Equipo                  | V  | D  | %V   | P  |
| ----------------------- | -- | -- | ---- | -- |
| Washington Capitols     | 49 | 11 | .817 | -  |
| Philadelphia Warriors C | 35 | 25 | .583 | 14 |
| New York Knicks         | 33 | 27 | .550 | 16 |
| Providence Steamrollers | 28 | 32 | .467 | 21 |
| Toronto Huskies         | 22 | 38 | .367 | 27 |
| Boston Celtics          | 22 | 38 | .367 | 27 |

| Equipo             | V  | D  | %V   | P  |
| ------------------ | -- | -- | ---- | -- |
| Chicago Stags      | 39 | 21 | .639 | -  |
| St. Louis Bombers  | 38 | 22 | .623 | 1  |
| Cleveland Rebels   | 30 | 30 | .500 | 9  |
| Detroit Falcons    | 20 | 40 | .333 | 19 |
| Pittsburgh Ironmen | 15 | 45 | .250 | 24 |

* V: Victorias
* D: Derrotas
* %V: Porcentaje de victorias
* P: Partidos de diferencia respecto a la primera posición
* C: Campeón

## Playoffs
|  | Cuartos de final | Cuartos de final | Cuartos de final |              |    | Semifinales | Semifinales | Semifinales |  |    | Finales NBA | Finales NBA | Finales NBA |  |
|  |                  |                  |                  |              |    |             |             |             |  |    |             |             |             |  |
|  |                  |                  |                  |              |    |             |             |             |  |    |             |             |             |  |
|  | E3               | New York         | 2                |              |    |             |             |             |  |    |             |             |             |  |
|  | E3               | New York         | 2                |              |    |             |             |             |  |    |             |             |             |  |
|  | O3               | Cleveland        | 1                |              |    |             |             |             |  |    |             |             |             |  |
|  | O3               | Cleveland        | 1                |              | O3 | New York    | 0           |             |  |    |             |             |             |  |
|  |                  |                  |                  |              | O3 | New York    | 0           |             |  |    |             |             |             |  |
|  |                  |                  | E2               | Philadelphia | 2  |             |             |             |  |    |             |             |             |  |
|  | O2               | St. Louis        | E2               | Philadelphia | 2  | 1           |             |             |  |    |             |             |             |  |
|  | O2               | St. Louis        |                  |              |    |             |             |             |  |    |             |             |             |  |
|  | E2               | Philadelphia     | 2                |              |    |             |             |             |  |    |             |             |             |  |
|  | E2               | Philadelphia     | 2                |              |    |             |             |             |  | O1 | Chicago     | 1           |             |  |
|  |                  |                  |                  |              |    |             |             |             |  | O1 | Chicago     | 1           |             |  |
|  |                  |                  | E2               | Philadelphia | 4  |             |             |             |  |    |             |             |             |  |
|  |                  |                  | E2               | Philadelphia | 4  |             |             |             |  |    |             |             |             |  |
|  |                  |                  |                  |              |    |             |             |             |  |    |             |             |             |  |
|  |                  |                  |                  |              |    |             |             |             |  |    |             |             |             |  |
|  |                  | O1               | Chicago          | 2            |    |             |             |             |  |    |             |             |             |  |
|  |                  |                  |                  | 2            |    |             |             |             |  |    |             |             |             |  |
|  |                  |                  | E1               | Washington   | 2  |             |             |             |  |    |             |             |             |  |
|  |                  |                  | E1               | Washington   | 2  |             |             |             |  |    |             |             |             |  |
|  |                  |                  |                  |              |    |             |             |             |  |    |             |             |             |  |
|  |                  |                  |                  |              |    |             |             |             |  |    |             |             |             |  |
|  |                  |                  |                  |              |    |             |             |             |  |    |             |             |             |  |
|  |                  |                  |                  |              |    |             |             |             |  |    |             |             |             |  |

## Estadísticas
| Categoría                    | Jugador         | Equipo                  | Estadísticas |
| ---------------------------- | --------------- | ----------------------- | ------------ |
| Puntos por partido           | Joe Fulks       | Philadelphia Warriors   | 23.2         |
| Asistencias por partido      | Ernie Calverley | Providence Steamrollers | 3.4          |
| Porcentaje de tiros de campo | Bob Feerick     | Washington Capitols     | 40.1%        |
| Porcentaje de tiros libres   | Fred Scolari    | Washington Capitols     | 81.1%        |

## Premios
| - Primer Quinteto de la Temporada - Max Zaslofsky, Chicago Stags - Bones McKinney, Washington Capitols - Joe Fulks, Philadelphia Warriors - Stan Miasek, Detroit Falcons - Bob Feerick, Washington Capitols | - Segundo Quinteto de la Temporada - John Logan, St. Louis Bombers - Ernie Calverley, Providence Steamrollers - Chuck Halbert, Chicago Stags - Frank Baumholtz, Cleveland Rebels - Fred Scolari, Washington Capitols |